# Tàlaia
Tàlaia (en rus: Талая) és un poble (possiólok) de l'óblast de Magadan, a Rússia, que el 2019 tenia 243 habitants.